# Mathilde Kliefert-Gießen
Mathilde Kliefert-Gießen (* 14. Juli 1887 in Pries (bei Kiel); † 15. Januar 1978 in Stralsund) war eine deutsche Malerin. Im Übergang vom Impressionismus zum Expressionismus malte sie überwiegend Porträts und Landschaftsbilder.

## Leben
Gießen wurde 1887 in Pries geboren und besuchte ab 1903 die Kieler Malschule Stoltenberg und Burmester. Ab 1906 wurde sie an der Kunstakademie Düsseldorf unter anderen von Adolf Schönnenbeck unterrichtet und begab sich auf Studienreisen nach Paris, Amsterdam, Haarlem, Den Haag, Antwerpen und Brüssel.
1908 legte sie ihr Examen als Zeichenlehrerin für Höhere Schulen ab und unternahm weitere Studienreisen, die sie nach Kopenhagen und Berlin führten. Im Oktober 1908 wurde sie Assistentin an der Malschule Georg Burmesters in Kiel. 1910 wechselte sie an die Malschule des Künstlerinnen-Vereins in München, wo sie als Lehrerin tätig war. Ab 1911 war Gießen in Stralsund als freischaffende Künstlerin und an der dortigen Hansa-Schule als Zeichenlehrerin tätig. In Stralsund heiratete Mathilde Gießen 1923 den Künstler Erich Kliefert. Aus der Ehe stammen zwei Kinder: Brigitte Köhler-Kliefert (1924–2001) und Martin Kliefert (1928–2016).
Mathilde Kliefert-Gießen verstarb 1978 in Stralsund.

## Ausstellungen
- 1960: Ausstellung im Kulturhistorischen Museum Stralsund
- 1977: Sonderausstellung im Kulturhistorischen Museum Stralsund zusammen mit Elisabeth Büchsel
- 2000: Personalausstellung in der Schleswig-Holsteinischen Landesbibliothek, Kiel
- 2001: Personalausstellung im Kulturhistorischen Museum der Hansestadt Stralsund
- 2001: Personalausstellung in der Galerie am Gendarmenmarkt Barthelmess & Wischnewski, Berlin
- 2012: Personalausstellung zum 125. Geburtstag im Koserower Kunstsalon, Koserow/Usedom